# Charlotte Adigéry
Charlotte Adigéry, également connue sous le pseudo de WWWater, est une chanteuse gantoise issue d’une famille antillaise.

## Biographie
Née en France, elle grandit à Gand en Belgique, aux côtés d'un père guadeloupéen et d'une mère martiniquaise. Elle suit des cours à l'université de Hasselt, où elle a étudié la musique.
Les frères belges David et Stephen Dewaele, membres du groupe rock et producteurs musicaux de Soulwax, la sollicitent pour faire du playback dans le film Belgica sorti en 2016. Le réalisateur du film, Felix Van Groeningen, ayant modifié la fin de ce film, elle est recontactée pour des maquettes, de son cru cette fois. C’est ainsi qu’un titre composé par elle, The Best Thing, est inclus dans la bande son de Belgica,,,.
En 2017, Charlotte Adigéry sort un EP éponyme de quatre titres sur le label Deewee. Elle y chante en anglais, en français et en créole, avec des « expérimentations assez froides, voire cosmiques, et [une] voix soul ». Il est produit avec Bolis Pupul (en) et mixé par les frères Dewaele. Un autre EP, signé sous le pseudo WWWater et intitulé La Falaise, sort également en 2017, auto-produit. « L'inspiration m'est venue de la Martinique. J'étais allée aux Gorges de la Falaise dans le Nord et la puissance de l'eau m'a tellement inspirée que j'ai nommé mon projet WWWater et mon EP La Falaise », explique-t-elle,.
En 2019, Adigéry sort un troisième EP intitulé Zandoli,. Il est à nouveau écrit et produit par Bolis Pupul et coproduit/mixé par Stephen et David Dewaele de Soulwax, sur le label Deewee. Elle y passe d'un sujet à un autre, allant de la féminité noire dans High Lights, au sexe caricatural dans Cursed and Cussed. Elle y chante également en créole, sur le premier titre intitulé Paténipat. Cette chanson est reprise dans une bande-annonce de la série télévisée The New Pope avec John Malkovich en 2020, pour HBO.
Fin 2019, elle sort également une cassette, en édition limitée à 300 exemplaires, intitulée Yin Yang Self-Meditation sur Deewee, toujours produite par Bolis Pupul et les frères Dewaele, livrant une création teintée d'ASMR, où elle évoque aussi des thèmes tels que le racisme, l'image corporelle, etc.

## Discographie
Discographie sous son nom ou sous le pseudo de WWWater
- 2017 : La Falaise EP (autoproduit)
- 2017 : Charlotte Adigéry EP (Deewee)
- 2019 : Zandoli EP (Deewee)
- 2019 : Yin Yang Self-Meditation cassette, édition limitée (Deewee)
- 2022 : Topical Dancer, avec Bolis Pupul, album (Deewee)

## Collaborations  sur une bande-son
- 2016 : Belgica, The Best Thing